# Karabo Sibanda
Karabo Sibanda, noto anche con il soprannome Scara, (Shashe-Mooke, 2 luglio 1998), è un velocista botswano. Ha rappresentato il Botswana ai Giochi olimpici di Rio de Janeiro 2016

## Record nazionali

### Seniores
- Staffetta 4×400 metri: 2'59"06 ( Rio de Janeiro, 20 agosto 2016)

## Palmarès
| Anno | Manifestazione                    | Sede           | Evento          | Risultato  | Prestazione | Note                          |
| ---- | --------------------------------- | -------------- | --------------- | ---------- | ----------- | ----------------------------- |
| 2014 | Giochi panafricani giovanili      | Gaborone       | 400 m piani     | Oro        | 46"77       |                               |
| 2014 | Mondiali juniores                 | Eugene         | 400 m piani     | Semifinale | 48"30       |                               |
| 2014 | Mondiali juniores                 | Eugene         | 4×400 m         | Finale     | dq          |                               |
| 2014 | Giochi olimpici giovanili         | Nanchino       | 400 m piani     | Argento    | 46"76       |                               |
| 2015 | Campionati africani U20           | Addis Abeba    | 400 m piani     | Oro        | 46"33       |                               |
| 2015 | Campionati africani U20           | Addis Abeba    | 4×400 m         | Oro        | 3'11"00     |                               |
| 2015 | Campionati africani U18           | Réduit         | 400 m piani     | Oro        | 47"40       |                               |
| 2015 | Campionati africani U18           | Réduit         | Staffetta mista | Argento    | 1'54"10     |                               |
| 2015 | Mondiali allievi                  | Cali           | 400 m piani     | 5º         | 46"03       |                               |
| 2015 | Giochi del Commonwealth giovanili | Apia           | 400 m piani     | Oro        | 45"83       |                               |
| 2015 | Giochi del Commonwealth giovanili | Apia           | 4×100 m         | Oro        | 41"94       |                               |
| 2016 | Campionati africani               | Durban         | 400 m piani     | Argento    | 45"42       |                               |
| 2016 | Campionati africani               | Durban         | 4×400 m         | Oro        | 3'02"20     |                               |
| 2016 | Mondiali juniores                 | Bydgoszcz      | 400 m piani     | Bronzo     | 45"45       |                               |
| 2016 | Mondiali juniores                 | Bydgoszcz      | 4×400 m         | Argento    | 3'02"81     |                               |
| 2016 | Giochi olimpici                   | Rio de Janeiro | 400 m piani     | 5º         | 44"25       | Miglior prestazione personale |
| 2016 | Giochi olimpici                   | Rio de Janeiro | 4×400 m         | 5º         | 2'59"06     | Record nazionale              |
| 2017 | World Relays                      | Nassau         | 4×400 m         | Argento    | 3'02"28     |                               |
| 2017 | Mondiali                          | Londra         | 400 m piani     | Batteria   | 47"44       |                               |
| 2017 | Mondiali                          | Londra         | 4×400 m         | Batteria   | 3'06"50     |                               |
| 2018 | Commonwealth                      | Gold Coast     | 400 m piani     | Semifinale | 46"26       |                               |

## Campionati nazionali
2016
- Argento ai campionati botswani, 400 m piani - 45"40
- Oro ai campionati botswani, staffetta 4x400 m - 3'08"27

2017
- Oro ai campionati botswani, 400 m piani - 45"20